# HC Minaur Baia Mare
HC Minaur Baia Mare este o echipă profesionistă de handbal masculin din Baia Mare. Este primul club de handbal din România, fiind înființat în anul 1974.

## Palmares
- Liga Națională (3):
  - Câștigătoare: 1998, 1999, 2015
  - Vicecampioană: 1980, 1981, 1985, 1992, 1993, 1994, 1995

- Cupa României (6):
  - Câștigătoare: 1978, 1983, 1984, 1989, 1999, 2015

- Cupa EHF:
  - Câștigătoare: 1985, 1988

- Cupa Cupelor EHF:
  - Semifinalistă: 1979, 1981, 1986

## Lotul curent
Lotul este pentru sezonul 2018–2019.
| Portari - Răzvan Apostu - Markelau Aliaksandr - Tenghea Adrian-Ioan Extreme - Tudor Marta - Predrag Vujadinović - Sergiu Makaria - George Haiduc Pivoți - Albert Cristescu - Paul Oarga - Robert Nagy - Ștefan Leonard | Interi - Benjamin Szabo - Daniel Mureșan - Alexandru Csepreghi - Tudor Botea Coordonator de joc - Andrei Popescu - Călin Căbuț - Yurii Pop |

## Legături externe
- Site-ul echipei